# Приозерный (Мурманская область)
Приозе́рный — сельский населённый пункт в Кандалакшском районе Мурманской области. Входит в сельское поселение Алакуртти.

## Население
| 2002 | 2010 | 2021 |
| ---- | ---- | ---- |
| 0    | →0   | →0   |

По данным Всероссийской переписи населения 2010 года население, проживающее на территории населённого пункта, отсутствует.